# Wapen van Smallingerland

Wapen van Smallingerland

Het wapen van Smallingerland is het gemeentelijke wapen van de Friese gemeente Smallingerland. De beschrijving luidt: 
"Van zilver, beladen met vijf groene boomen staande op eenen natuurlijke voorgrond, langs welke heen springt een hert van keel. Het schild gedekt met een kroon van goud."
De wapenbeschrijving maakt geen melding dat de kroon drie fleurons en tweemaal drie parels heeft.

## Geschiedenis
Over de oorsprong van het wapen is weinig bekend. De kleuren in het wapen komen voor in de wapens van de graafschappen Zevenwouden en Oostergo, die groen en wit resp. rood en wit in het wapen voerden. Mogelijk duiden de bomen op de Friese Wouden, het aantal van vijf bomen zou overeenkomen met het aantal kerspelen in de gemeente. De soort bomen is niet in de beschrijving vermeld, maar wanneer het om eikenbomen zou gaan zijn zowel de bomen als het hert rechtssymbolen.
De eenvoudigste uitleg zou kunnen zijn dat de natuurlijke situatie van de gemeente wordt verbeeld; bosrijk met wild. Op 25 maart 1818 werd de gemeente bij besluit van de Hoge Raad van Adel bevestigd met het wapen.

## Vergelijkbaar wapen

Het wapen van De Groote Veenpolder in Opsterland en Smallingerland